# ナリス化粧品
株式会社ナリス化粧品（ナリスけしょうひん）は、大阪府大阪市福島区海老江に本社を置く訪問販売を販売形態とする大手化粧品メーカーである。
コーポレート・スローガンは「美しさを科学する」。「ナリス」の名称は、英語の「Nourishment」（滋養を与える）が由来である。

## 沿革
- 1932年4月 - 創業
- 1936年- 自社ブランドの「ナリス」の化粧品製造販売を開始
- 1945年代 - ふき取り用化粧水「コンク」の開発
- 1955年代 - 消して描く「マーブルメーキャップ」理論を開発
- 1967年 - 兵庫県三木市に工場竣工。同時に研修センターを開設
- 1974年 - ヨーロッパのエステティク美容導入
- 1975年 - 本社ビル竣工（現・大阪ビル）
- 1978年 - 新工場を竣工
- 1983年 - 通信販売事業を開始。
- 1986年 - 店販事業を開始。
- 1990年 - 福岡ビル竣工
- 1992年 - 創業60周年　本社を移転
- 2004年 - 「アクメディカ薬用アクネクリアジェル」の外部の被包に承認を受けていない効能効果を表現していたため、自主回収を実施[2]
- 2005年 - 「ナリスグロリアートＩフォルムネックＵＶ」ほか多数の製品について液漏れしているとの顧客クレームがあったため、調査したところ、中栓の一部に成型不良品が混入したためと判明、自主回収を実施[3]
- 2013年 - 「バランティクスコルネオバランサーII」に別の製品である「バランティクスコルネオバランサーI」の中身を充てんしたことが判明したため、自主回収[4]
- 2019年 - 兵庫工場敷地内に新工場を竣工
- 2021年 - 有価証券報告書のEDINETでの開示を停止[5]、経営の透明性が後退
- 2023年 - 有価証券報告書（2014年～2021年）に記載した取締役３名（林正範・伊藤健司・西田隆一の各氏）の入社前の経歴が誤っていたとして、大量の訂正有価証券報告書をEDINETにて提出するも、従来記載されていた経歴が抹消されただけで、真の経歴はほとんど伏せられ、不透明となっている[5]

## スポンサー番組

### 過去の提供番組
- 日本テレビ系「水曜ドラマ（水曜日夜10時枠連続ドラマ）」※1985年10月〜数年間（1987年頃降板）など
- TBS系「JNNニュース」（TBS系・昼の時間帯、1980年前半頃まで）、「いい旅・日本」などの旅・紀行番組など。
- フジテレビ系東海テレビ製作の昼ドラマ（P&Gがマックスファクターを買収する前まで隔日で提供していた）→フジテレビまたは関西テレビ製作の連続ドラマ（途中で降板）。
- テレビ朝日系「朝日放送制作金曜夜9時枠連続ドラマ」（〜1987年9月）→1987年10月〜1988年3月放送の金曜夜10時枠連続ドラマ→「火曜スーパーワイド」→「火曜ミステリー劇場」（ここまでは朝日放送制作での提供）→土曜日夜8時枠時代劇→「テレビ朝日木曜時代劇」→「木曜ミステリー」（一時期提供後、「スーパーモーニング」へ移動）。
- この他2006年2月放送のテレビ東京系で放送された「全日本大学女子選抜駅伝」のスポンサーとしてCMを流していた（2007年大会は大東京マラソンの開催日程と重なるため成人の日に放送されていた。以降は毎年成人の日に放送される）。
- 2010年3月末までは「知っとこ!」毎週土曜日7:30〜9:25（毎日放送制作・TBS系列28局ネット）のスポンサーを務めた。
- 「知っとこ!」のスポンサーを2010年3月末で降板したことにより、広告戦略の見直しなどで現在レギュラーのテレビ提供番組はない。

## スポットCM、その他広告
- 2012年、関東などでは朝の時間帯に「ナリスビューティスタジオデ・アイム」がスポットCMで流れていた。2013年も同様だった。
- その他、東京都内で企業名を屋外広告として新大久保駅前のビル屋上などに大型看板として出していたが、上記の理由で現在は撤退している。また、三交百貨店伊勢店にも屋外広告があった。但し、2014年時点では沖縄の那覇市の国際通りのビルの屋上に看板広告がある。

## CMタレント
現在
- 平田薫[注 1]

過去
- 山本陽子
- 大竹しのぶ
- 鳥越マリ
- 田中美佐子
- 石川ひとみ
- 釈由美子